# Saintigny
Saintigny es una comuna nueva francesa situada en el departamento de Eure y Loir, de la región de Centro-Valle del Loira.

## Historia
Fue creada el 1 de enero de 2019, en aplicación de una resolución del prefecto de Eure y Loir de 19 de diciembre de 2018 con la unión de las comunas de Frétigny y Saint-Denis-d'Authou, pasando a estar el ayuntamiento en la antigua comuna de Saint-Denis-d'Authou.

## Demografía
Según los datos aportados en la resolución del prefecto de Eure y Loir, la comuna se crea con 1023 habitantes.

## Composición
| Comuna fusionada     | Código INSEE | Población (2016) | Superficie (km²) | Densidad (hab./km²) |
| -------------------- | ------------ | ---------------- | ---------------- | ------------------- |
| Frétigny             | 28165        | 519              | 22.99            | 23                  |
| Saint-Denis-d'Authou | 28331        | 490              | 22.23            | 22                  |